# Телефонное деление Российских железных дорог
Территория железных дорог разделена на железные дороги, которые состоят из отделений и разных предприятий. Ведомственная телефонная связь РЖД имеется в некоторых зарубежных ЖД компаниях — Казахстан, Латвия, Украина, Беларусь. Как правило, каждая железная дорога имеет свой код набора, однако на некоторых станциях, где имеются предприятия железнодорожного транспорта, код набора не совпадает с кодом набора железной дороги.

Карта Российских железных дорог

В настоящее время существует ведомственная телефонная связь на железной дороге, соединяет предприятия РЖД.

## Управление РЖД
- Правление - (900-90) хх-ххх

### Москва
Филиалы ОАО "Российские железные дороги" в г. Москве
Федеральная пассажирская дирекция (ФПД)
В Москве на станциях Бескудниково, Клин, Щербинка находятся предприятия РЖД и на станциях существуют номера с другим кодом, чем код железной дороги.

## Территориальные РЖД
- Южно-Уральская железная дорога — Курганское, Челябинское, Златоустовское, Карталинское, Орское, Оренбургское, Петропавловское(Каз)
- Западно-Сибирская железная дорога (Кузбасское(новое), Алтайское, Новосибирское, Омское).976-хх-ххх-хх Имелись Карасукское, Барабинское, Тайгинское(978), Беловское(978), Новокузнецкое (978) отделения
- Московская железная дорога (Смоленское,Тульское, Орловское, Бряское, Курское, Московско-Смоленское , Московско-Курское, Московско-Рижское, Московско-Ярославское,) — 911-XX-XXX-XX
- Свердловская железная дорога — Пермское, Свердловское (970-хх-ххх-хх), Нижнетагильское, Серовское, Сургутское, Тюменское −971-ХХ-ХХХ-ХХ . Имелось Егоршинское и Чусовское отделение
- Северная железная дорога — Ярославское (914-хх-ххх-хх), Архангельское, Воркутинское,Вологодское, Сольвычегодское, Сосногорское.(915-хх-ххх-хх) Имелось Буйское и Вановское отделение
- Октябрьская железная дорога — Санктпетербургское, Санктпетербург-витебское, Московское, Волховстроевское, Петрозаводское, Мурманское −914-XX-XXX-XX. Имелись Ленин-Московское, Ленин-Витебское, Ленин-Финляндское отделения
- Юго-Восточная железная дорога — Мичуринское, Белгородское, Лискинское, Елецкое, Ртищевское −919-хх-ххх-хх
- Приволжская железная дорога — Саратовское, Астраханское, Волгоградское −964-хх-ххх-хх . Имелось Ершовское отделение
- Куйбышевская железная дорога — Самарское, Пензенское, Рузаевское, Уфимско, Ульяновское, −960-хх-ххх-хх. Имелось Волжское отделение
- Калининградская железная дорога — 934-хх-ххх.
- Красноярская железная дорога — Красноярское, Абаканское 990-хх-ххх.
- Восточно-Сибирская железная дорога — Тайшетское (992-45-хх-ххх), Иркутское (992-46-хх-ххх), Братское, Северобайкальское, Уланудинское.
- Забайкальская железная дорога — Читинское и Борзинское (994-52-хх-ххх),  Могоченское и Свободненское (994-53-хх-ххх).
- Северо-Кавказская железная дорога — Лиховское, Ростовское, Краснодарское, Минераловодское, Грозненское, Махачкалинское −951ххххххх
- Дальневосточная железная дорога — Хабаровское (998-55-хх-ххх), Владивостокское (998-56-хх-ххх), Комсомольское и Тындинское (998-57-хх-ххх), Сахалинское (998-59-хх-ххх).

### Иностранные
- Львовская (940), Донецкая (920), Белорусская ж д
- Узбекская Приаральское, Ташкентское, Каршинское, Ферганское, Бухарское 982-хх-ххх-хх

- Таджикская -Душанбинское

- Туркменское- Ашхабадское, Чарджуское, марийское
- Казахстанское -уральское, кзылординское, гурьевское, актюбинское, алматинское, Защитинское, Джамбульское, Семипалатинское, Чимкентское, карагандинское, целинное, кокчетавское, павлодарское, кустанайское — 974-хх-ххх-хх

- Югозападное - жмеринское, конотопское, киевское, житомирское-940-хх-ххх-хх, полтавское, сумское, харьковское −920-хх-ххх-ххх, одесское, шевченковское, знаменское, херсонское −949-хх-ххх-хх, донецкое, иловайское, краснолиманское, луганское 923ххххх, крымское, днепропетровское, запорожское, Ровенское, иванофранковское, ужгородское, львовское
- Белорусское-931-хх-ххх-хх

## См также
- Телефонный план нумерации России
- Железная дорога